# Epidemia de cólera no Zimbábue (2008–2009)

Mapa do Zimbábue que mostra as municipalidades que registraram casos de cólera.

A epidemia de cólera de 2008–2009 no Zimbábue foi crise de surtos da cólera, uma doença que provoca forte diarreia.
As contagens apontam que ela tenha provocado mais de 4.287 mortes desde sua eclosão, em agosto, informou a Organização Mundial de Saúde (OMS). Houve registro de 98.000 casos. A Organização estima que a metade dos 12 milhões de habitantes do país pode estar contaminado pelo bacilo da doença.
Em 17 de novembro de 2008, as autoridades sanitárias do país reconheceram sua incapacidade para controlar a epidemia declarada em Harare.

## Causas

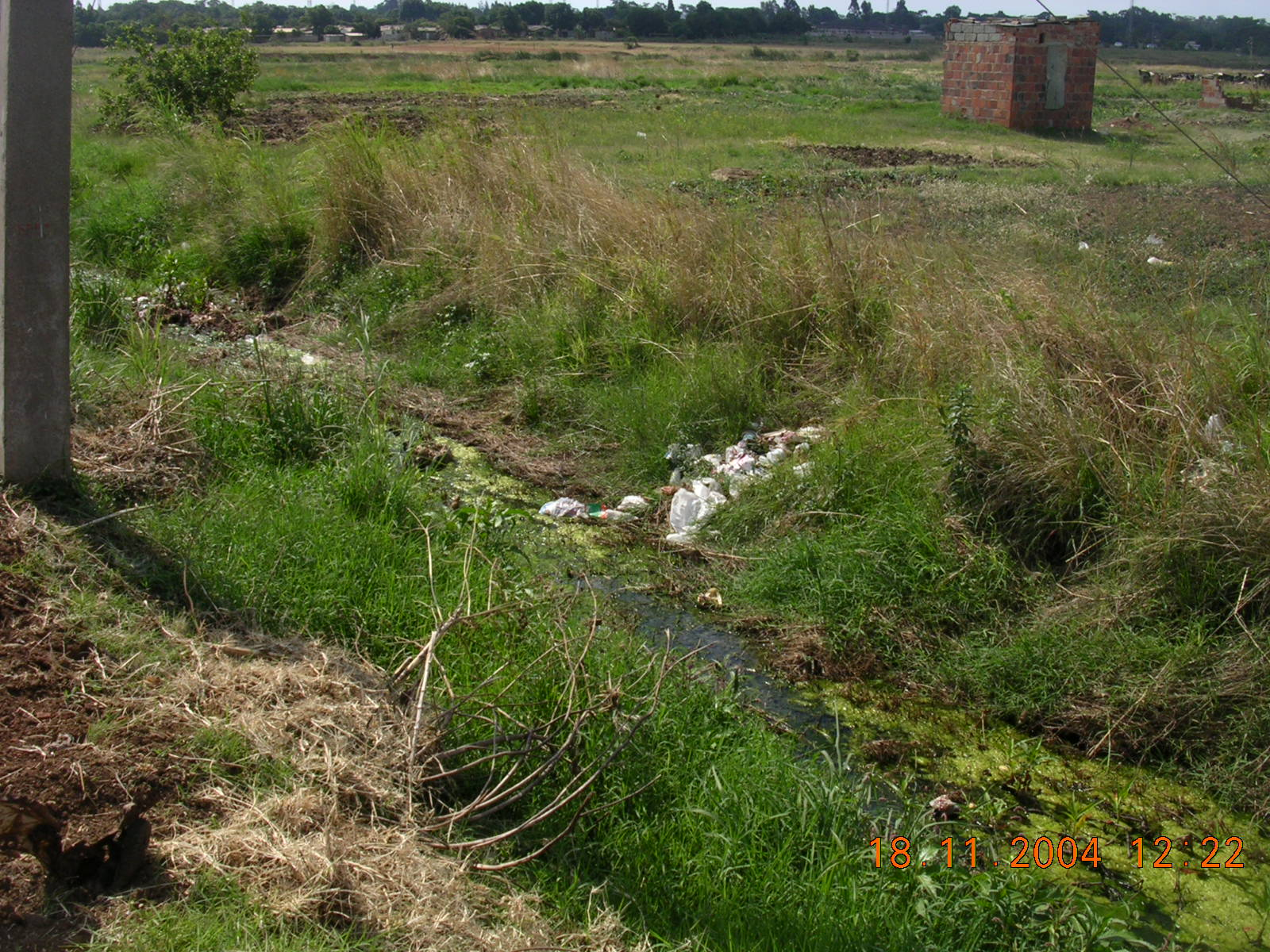
Uma das causas da epidemia: a falta de saneamento básico que deixa a desejar em todo o país, nesta foto o lugar é Kuwadzana.

Segundo a Organização Mundial da Saúde, a ausência de água potável e de um eficiente sistema de sanemaento básico são as principais causas da epidemia que assola o país.

## Consequências

### Cortes no fornecimento de água
O fornecimento de água à capital do país, Harare, foi interrompido por falta de produtos químicos para purificação do líquido, deixando-a quase totalmente sem água. Por toda a cidade, pessoas eram vistas com galões em busca de água. Outras tinham de cavar o quintal em busca de eventuais poços rasos.
Diversas repartições públicas fecharam em decorrência da interrupção no fornecimento dos serviços de água e saneamento.
Os moradores da cidade-irmã de Harare, Chitungwiza, disseram que suas torneiras também estavam sem água.

### Econômicas e sociais
Sem uma imprensa livre nem liberdade política nem de associação, o Zimbábue entrou em ruptura também no capítulo econômico-financeiro. A taxa de inflação ultrapassou os 231.000.000% ao ano e o desemprego é atinge mais de 85%o da população ativa.

#### Sanções econômicas
O presidente estadunidense Barack Obama decidiu em 4 de março de 2009 estender as sanções de seu país ao Zimbábue, devido à persistente crise política. Em mensagem ao Congresso, Obama afirmou que "não foi resolvida a crise representada pelas ações e políticas de certos membros do Governo do Zimbábue e outras pessoas para prejudicar o processo democrático e as instituições". 
"Por essas razões, decidi que é necessário continuar a emergência nacional e manter em vigência as sanções a fim de responder a essa ameaça", assinalou Obama. A medida representa, uma suspensão da ajuda econômica ao país africano.

### Aperto de mãos
As autoridades zimbabuanas chegaram a recomendar à população que evite o aperto de mãos para evitar a propagação da doença. "As pessoas devem ficar atentas nos casamentos, funerais e outros acontecimentos sociais porque são agentes de propagação do cólera. Deveríamos evitar apertar as mãos e manter altos parâmetros de higiene", Disse o ministro da Saúde, David Parirenyatwa.

## Alcance da epidemia

### Províncias zimbabuanasatingidas
O surto começou no início de 2008 e cresceu em setembro, alcançou nove das dez províncias do país, embora as áreas mais afetadas, até agora sejam os subúrbios de Budiriro e Glen View, na capital Harare, e de Beitbridge, uma cidade na fronteira com a África do Sul.
Todos os casos registrados e Beitbridge, Karoi, Manicaland, Seke, Goromonzi, entre outras cidades têm como origem o surto de Harare, com o subúrbio de Budiriro como epicentro, segundo o Governo zimbabuano.

### Ameaça de surto regional

██ Registros de mortes
██ Registros de pessoas infectadas

A ONU mostra preocupação também com "a dimensão regional alarmante" que a epidemia toma, com casos diagnosticados em Botsuana, Zâmbia, Moçambique e África do Sul.
"A rápida deterioração dos serviços de saúde no Zimbábue, as deficiências na distribuição da água, a falta de saneamento e os esgotos entupidos vão contribuir para a escalada e a expansão da doença", diase Elisabeth Byrs, porta-voz do gabinete de coordenação de assuntos humanitários das Nações Unidas.

#### África do Sul
A África do Sul denunciou os líderes políticos do país por "não esforçarem-se em conseguir um acordo" que permita formar um Governo de unidade e tentar rapidamente resolver os graves problemas humanitários enfrentados. A epidemia já matou 59 pessoas, de um total de 12.324 infectados, mas já está sob controle. A ministra da saúde do país explicou que a maior parte dos casos da enfermidade registrou-se no norte da África do Sul, perto da fronteira com o Zimbábue, mas que nem todos os casos podem ser atribuídos ao país vizinho. Atualmente a África do Sul corre sérios riscos e também enfrentar uma epiemia a cólera, já que o país está recebendo muitos refugiados do Zimbábue.
"O Gabinete sul-africano está extremamente preocupado com a estagnação política que está criando uma crise humanitária no Zimbábue", disse o porta-voz governamental Themba Maseko.
Maseko também especificou, no entanto que, a assistência agrícola de US$ 30 milhões que o Parlamento sul-africano havia aprovado para o Zimbábue ficou suspensa até que seja formado um novo Governo.

#### Moçambique
As autoridades sanitárias de Moçambique adotaram medidas para impedir a propagação da doença, pois, em novembro, ela matou mais de 50 moradores da província de Manica, que fica a poucos quilômetros da fronteira com o Zimbábue. O médico chefe da província de Sofala, Isaias Ramiro, informou que os funcionários da região estão em "alerta máximo" e tomando medidas para poder reagir perante uma eventual grande surto da doença em território moçambicano.
Nas regiões de fronteira, como Machipanda e Chipungaberra, e no povoado de Barué foram instalaos três centros de atendimento hospitalar provisórios. Também foi tomada a medida de obrigar os pessoas vindas do país vizinho a tomar medidas higiênicas.
Fontes médicas adverteram que com a imigração de zimbabuanos rumo a Moçambique, a epidemia poderia se propagar a qualquer momento. Os dados tidos atualmente indicam que pelo menos 300 refugiados do Zimbábue cruzam a fronteira de Moçamquique todos os dias, para conseguir alimentos ou combustível para os automóveis.
No dia 18 de março, a doença matou 12 presos em uma cela da Polícia no norte do país.

### Somália e Quênia
A diarreia matou 35 pessoas pessoas na Somália, em sua maioria crianças, região central do território do país. A doença também matou 47 pessoas no Quênia desde dezembro de 2008.

## Situação de emergência
O país pediu ajuda internacional no dia 4 de dezembro de 2008 e declarou estado de emergência.
A crise econômica que o Zimbábue enfrena, aliado ao isolamento do governo de Robert Mugabe, agravou os problemas do sistema de saúde, que se mostrou incapaz de lidar com a epidemia que em outras condições poderia ser, segundo os estudos, evitável ou controlável.
"Nossos hospitais centrais estão literalmente sem funcionar. Nossos funcionários estão desmotivados, e precisamos do seu apoio para garantir que eles comecem a trabalhar e que o nosso sistema de saúde seja retomado", disse o ministro da Saúde, David Parirenyatwa.
Parirenyatwa pediu remédios, equipamentos médicos e alimentos para atender aos doentes e aos programas de alimentação infantil. Segundo ele isso "nos ajudará a reduzir a morbidade e a mortalidade associadas ao atual ambiente sócio-econômico até dezembro de 2009,".

### Pior surto da história
As agências humanitárias da Organização das Nações Unidas definiram o surto como o pior da história do país africano.
"Estamos diante de uma epidemia sem precedentes", disse a porta-voz de Fundo das Nações Unidas para a Infância (Unicef), Veronique Taveau.
"O surto é muito pior que o último grave que o de 1992. No Zimbábue há, a cada ano, um surto de cólera, mas nunca tínhamos visto um destas dimensões", afirmou Fadela Chaib, porta-voz de Organização Mundial da Saúde (OMS).

### Sepultamento das vítimas
O governo da capital zimbabuana está oferecendo sepultamentos gratuitos para as vítimas da cólera. Segundo uma agência das Nações Unidas, esta é a medida visa evitar uma crise ainda maior na saúde lodo país.
O Conselho Municipal de Harare decidiu não cobrar taxas pelo sepultamento das vítimas da doença, já que um túmulo em Harare custa em média US$ 30, que é o salário mensal de um professor no país, segundo as atuais taxas de câmbio. "O Conselho resolveu oferecer túmulos grátis para aqueles que morreram de cólera, já que a maior parte das pessoas estão enfrentando dificuldades para conseguir dinheiro para os sepultamentos", teria dito um dos componentes do conselho da cidade.

## Controle da expansão da doença

### 2008 - esperança à vista
Em entrevista coletiva em Harare, a secretária-geral adjunta da ONU para Assuntos Humanitários, Catherine Bragg, disse que chegou o momento de intensificar os esforços para ajudar os afetados pelo cólera e começar a planejar uma recuperação geral do Zimbábue. "A situação humanitária continua sendo grave. Apesar dos esforços para controlar o cólera, há muitos lugares não atingidos pelos serviços (de saúde) e onde a doença segue avançando", disse ela no final de uma missão de estudo no terreno. 
Bragg, que se reuniu com o presidente zimbabuano, e com o primeiro-ministro, e reconheceu que "foram feitos esforços imensos para conter a epidemia". No entanto, insistiu em que é o momento de "reforçar a ação" para restaurar os sistemas de saúde e de distribuição de água potável a fim de assegurar que os focos de epidemia não se repitam. Especificou ainda que o Zimbábue enfrenta uma grave ameaça de crise de fome, lembrando que o Programa Mundial de Alimentação (PMA) da ONU informou em janeiro de 2009 que cerca de sete milhões de pessoas, de uma população estimada em 12,5 milhões de habitantes, atualmente precisam de ajuda alimentícia no país.
Na mesma entrevista coletiva, o diretor da Organização Mundial da Saúde (OMS) para Programas de recuperação e transição, Daniel López Acuña, informou que o índice de infecção nesta epidemia de cólera no Zimbábue desceu 27%. Ele ressaltou que é possível conter o foco epidêmico em três ou quatro semanas se as medidas de prevenção forem intensificadas.

### Epidemia controlada
Em 13 de agosto de 2009, foi declarada neutralizada a epidemia no Zimbábue. O anúncio foi feito feito ministro da Saúde, Henry Madzorera. Ele acrescentou que a nação registou a pior epidemia de coléra da sua história entre agosto de 2008 e junho de 2009, mas a epidemia foi contida com êxito e é neutralizada. "Na sequência da eliminação da epidemia, todos os distritos, todas as províncias e cidades vão realizar análises retropespectivas desta catástrofe nas suas respectivas localidades, avaliando as suas estratégias e capacidades de reacção e formulando planos de acção face às eventuais epidemias que ressurgirem devido à persistência dos problemas de água e saneamento básico", alertou ele.

## Situação de Mugabe

### Pedido de renúncia
George Charamba, porta-voz do governo de Mugabe, disse que o Ocidente, além de países vizinhos estão usando a epidemia para aumentar suas agressões e defender uma possível invasão do Zimbábue para tirá-lo do poder. E disse ainda:
"Os britânicos e os estadunidenses estão determinados a levar o Zimbábue de volta ao Conselho de Segurança da ONU, eles também estão determinados a garantir a invasão do Zimbábue, mas sem que eles mesmos façam isso".
A Grã-Bretanha, a França e os Estados Unidos disseram que é hora de Mugabe deixar a presidência do país (ele está desde 1980 no poder).
O país acusou também o governo de Botsuana de treinar uma insurgência de oposição para derrubar o presidente. As acusações aumentaram muito as tensões entre os países. O presidente de botsuano, Ian Khama, foi um dos poucos líderes da África que criticaram Mugabe publicamente, pedindo novas eleições depois que Mugabe e o líder da oposição, Morgan Tsvangirai, falharam na tentativa de chegar a um acordo para uma administração conjunta. 
O ministério das Relações Exteriores de Botsuana disse em nota que o Zimbábue não tem fatos concretos para fazer tais alegações. A oposição do Zimbábue também negou as acusações de envolvimento.

### Crimes contra a humanidade
A ONG estadunidense "Médicos Pelos Direitos Humanos", que esteve no Zimbábue entre os dias 13 e 20 de dezembro, pediu no dia 14 de janeiro que a Organização das Nações Unidas acuse o presidente Robert Mugabe de crimes contra a humanidade e violações dos direitos humanos.
Segundo um relatório divulgado pela ONG, realizado por uma missão que se deslocou ao Zimbábue para observações no terreno, o colapso total do sistema de saúde do país é uma consequência direta das violações sistemáticas dos direitos humanos feitas pelo regime de Mugabe. Os funcionários da ONG entrevistaram cerca de 90 pessoas, incluindo deputados, agricultores, profissionais de saúde, funcionários governamentais e trabalhadores anônimos, concluindo que o desrespeito pelos direitos humanos, manifestado ao longo de décadas pelo regime, está na origem do colapso do sistema de saúde. "Não restam dúvidas de que a ZANU-PF continua a violar os direitos cívicos, políticos, económicos e culturais dos zimbabuanos" afirma o documento.
Através das observações do grupo que se deslocou ao Zimbábue, a ONG propõe ao Conselho de Segurança das Nações Unidas que aprove uma resolução, que leve ao Tribunal Penal Internacional, além uma investigação e recolhimento de provas documentais que suportem uma acusação formal contra o regime de Mugabe.

### Sanções comerciais ao país
Os ministros dos Negócios Estrangeiros da União Europeia, em Bruxelas, resolveram agravar as sanções contra o regime do presidente, proibindo mais responsáveis e empresas de se deslocar à União Europeia.
Os europeus aprovaram o aumento de 177 para 203 de nomes ligados ao atual regime no Zimbábue interditas de entrar em seu continente.
Por outro lado, a lista de empresas que não podem exercer qualquer atividade na UE aumentou de 4 para 40.
Numa declaração política divulgada em Bruxelas, os 27 membros do bloco "condenam o regime (de Mugabe) que não responde às necessidades econômicas e sociais mais importantes da população".
Os europeus afirmaram estar "inquietos" com o agravamento da crise humanitária, o que inclui a epidemia, e "toma nota com preocupação" do aumento do comércio de diamantes ilícitos que permitem um apoio financeiro ao regime de Mugabe.

### Igreja Católica
A fim de encontrar uma solução à crise humanitária, sete Chefes de Estado da região sul da África reunidos em Pretória, na África do Sul, os bispos católicos da região pediram à SADC que ponha fim ao "genocídio passivo" que ocorre no país. Em uma missão enviada às autoridades dos 15 Estados-membros do bloco, os bispos apelam aos líderes regionais para que "deixem de apoiar ativamente e de dar credibilidade ao regime de Robert Mugabe com efeito imediato". Foi dada a seguinte justificativa: "Robert Mugabe deve demitir-se imediatamente e os dirigentes da África Austral deverão cessar imediatamente o apoio que prestam a Mugabe e a credibilidade que lhe conferem, sob pena de terem de aceitar cumplicidade na criação das condições que resultaram na fome, deslocação de populações, doença e morte para os zimbabueanos anónimos. Isto não é mais do que genocídio passivo".

### Protestos populares
Do lado de fora dos Union Buildings, oito, dos mais de uma centena de manifestantes que protestavam contra a ausência de direitos humanos no país foram atingidos por balas de borracha disparadas pela polícia sul-africana.
Um grupo de manifestantes que lograra penetrar nos jardins do edifício foi detido pelas autoridades a meio da tarde.

### Governo de coalizão
O líder da oposição, Morgan Tsvangirai, afirmou que seu partido se juntará ao grupo do presidente Mugabe para a criação de um governo de coalizão em fevereiro de 2009. Pelo acordo, que foi proposto pelos líderes da SADC, Tsvangirai deve ser empossado como primeiro-ministro do país no dia 11. Seu partido, o Movimento para a Mudança Democrática (MDC, na sigla em inglês), e o Zanu-PF, de Mugabe, haviam assinado um acordo para a formação de um governo de coalizão em setembro doe 2008, mas ele foi adiado por diversas disputas entre os grupos. "Esperamos que o MDC seja respeitado como um parceiro em condição de igualdade com o Zanu-PF. Esperamos poder resolver os problemas do país e ter esperanças para o futuro", disse Tsvangirai, que ainda afirmou que o Zanu fez "concessões significativas".

## Ajuda internacional
A ajuda humanitária se dividiu em duas frentes. De um lado, a OMS tenta controlar a epidemia, e do outro, a Unicef do grave problema da distribuição de água potável.
As agências tentam revisar os dados para poder aumentar os pedidos de fundos para o país, o que por enquanto está difícil de se conseguir, pelas circunstâncias que o país atravessa atualmente.
"Um dos principais problemas é que não contamos com pessoal para cuidados sanitários, dado que muitos não vão a trabalhar porque o Governo não paga seu salário, e muitos outros se mudam a outros países", disse um os funcionários.

### Países
- África do Sul: O país prometeu ajuda médica ao Zimbábue, temendo que o surto atinja seu território.[26]
- Austrália: A Austrália informou que doará $8 milhões para necessidades como alimentos e outros suprimentos no Zimbábue.[27]
- Botswana: O governo de Botsuana prometeu doar ao Zimbábue US$300 mil através de agências das Nações Unidas.[28]
- China: A China ofereceu ao país US$500 mil em vacinas anticoléricas.[29]
- França: O governo francês doou €200,000 para organizações zimbabuanas e para a Cruz Vermelha, para a purificação de água[30]
- Namíbia: O governo do país doou uma quantia de $165.000 em medicamentos.[31]
- Reino Unido: O país doou um total de £47 milhões para a compra de remédios e água potável.[32]
- Rússia: O país doou assistência humanitária de emergência. "Tendo em conta a grave situação económica e social, e uma crise alimentar devido a uma seca contínua no Zimbabué, o governo russo decidiu a fornecer ajuda humanitária urgente para a população do país.", disse o Ministério de Relações Exteriores do país[33]
- Venezuela: A Venezuela enviou 67 toneladas de ajuda humanitária (alimentos não-perecíveis, água potável e remédios, segundo o ministro do país)[34]

### Organizações
- Comissão Europeia: A organização doará €9 milhões para necessidades como água e equipamento médico e sanitário.[35]
- Cruz Vermelha: Doação de 13 toneladas de medicamentos ao Zimbábue.[36]
- ONU: A organização pediu à comunidade internacional US$ 550 milhões para fornecer ajuda humanitária ao Zimbábue, tanto para a epidemia quanto pela crise humanitária pela qual passa o país atualmente.[37]
- UNICEF:A diretora-executiva da organização, Ann Veneman, anunciou a doação de 6,5 milhões de euros para o país.[38]